# Хејвард (Мисури)
Хејвард (енгл. Hayward) насељено је место без административног статуса у америчкој савезној држави Мисури.

## Демографија
По попису из 2010. године број становника је 131, што је 8 (6,5%) становника више него 2000. године.
| Група             | 2000.        | 2010.       |
| Белци             | 123 (100,0%) | 130 (99,2%) |
| Афроамериканци    | 0 (0,0%)     | 0 (0,0%)    |
| Азијати           | 0 (0,0%)     | 0 (0,0%)    |
| Хиспаноамериканци | 0 (0,0%)     | 0 (0,0%)    |
| Укупно            | 123          | 131         |